# دروز-ایکی
دروز-ایکی (به لاتین: Druz-Iki) یک منطقه مسکونی در جمهوری آذربایجان است که در شهرستان ایمیشلی واقع شده است. 
ممکن است که این روستا دستخوش تغییر نام شده است یا دیگر وجود ندارد، زیرا هیچ وب‌سایت آذربایجانی از آن استفاده نمی‌کند.